# Жолобов, Михаил Петрович
Михаи́л Петро́вич Жо́лобов (род. 5 января 1997, Москва) — российский хоккеист, нападающий. Воспитанник хоккейной школы московского «Спартака».

## Карьера
Михаил Жолобов начал заниматься хоккеем в школе московского «Спартака» у тренера Владимира Николаевича Кузнецова. Принимал участие в розыгрыше Кубка Федерации и Открытом Чемпионате Москвы среди юношей. Дебют на профессиональном уровне, в составе родного  «МХК Спартак», у Михаила состоялся на кубке мира среди молодёжных клубных команд в 2014 году, в матче против шведского клуба «Мальмё Рэдхокс». На этом турнире Михаил принял участие в 5 матчах и завоевал почётный трофей. Сезон 2014/2015 начал в МХЛ, в составе молодёжи красно-белых, но вскоре был командирован в Первенство Молодёжной хоккейной лиги, в ХК «Зеленоград», согласно договору о спортивном сотрудничестве между клубами. По окончании сезона вернулся в «МХК Спартак».
В сезоне 2017/2018, 29 сентября 2017 года, Михаил Жолобов дебютировал в КХЛ, в гостевой игре красно-белых против финского клуба «Йокерит». Эта игра так и стала единственной для хоккеиста в сезоне КХЛ. Так же, на протяжении вышеуказанного периода, Михаил участвовал в розыгрыше Высшей Хоккейной Лиги, защищая цвета фарм-клуба «Спартака» — воскресенского «Химика». Сезон 2018/2019 начал в составе «Химика», однако уже в ноябре месяце перешёл в другой клуб из Высшей хоккейной лиги — «ХК Тамбов».

## Достижения
- Обладатель кубка среди молодёжных клубных команд 2014